# Dmitrij Igorevics Turszunov
Dmitrij Igorevics Turszunov (1982. december 12. –) (oroszul: Дми́трий И́горевич Турсу́нов) orosz hivatásos teniszező. Eddigi pályafutása során 4 egyéni és 2 páros ATP tornát nyert meg. 2006-ban hozzásegítette Oroszország csapatát a Davis-kupa megnyeréséhez.

## ATP döntői

### Egyéni

#### Győzelmei (4)
| Tornagyőzelmek (Egyéni) |
| Grand Slam (0)          |
| Tennis Masters Cup (0)  |
| ATP Masters Series (0)  |
| ATP Tour (4)            |

| No. | Dátum                | Helyszín                                | Borítás    | Ellenfél a döntőben | Eredmény a döntőben |
| 1.  | 2006. szeptember 25. | Mumbai, India                           | Kemény     | Tomáš Berdych       | 6–3, 4–6, 7–6       |
| 2.  | 2007. július 29.     | Indianapolis, Amerikai Egyesült Államok | Kemény     | Frank Dancevic      | 6–4, 7–5            |
| 3.  | 2007. szeptember 30. | Bangkok, Thaiföld                       | Kemény (f) | Benjamin Becker     | 6–2, 6–1            |
| 4.  | 2008. január 12.     | Sydney, Ausztrália                      | Kemény     | Chris Guccione      | 7–6(3), 7–6(4)      |

#### Elvesztett döntői (1)
| No. | Dátum            | Helyszín                               | Borítás | Ellenfél a döntőben | Eredmény a döntőben |
| 1.  | 2006. július 31. | Los Angeles, Amerikai Egyesült Államok | Kemény  | Tommy Haas          | 6–4, 5–7, 3–6       |

### Páros

#### Győzelmei (2)
| Tornagyőzelmek (Páros) |
| Grand Slam (0)         |
| Tennis Masters Cup (0) |
| ATP Masters Series (0) |
| ATP Tour (2)           |

| No. | Dátum             | Helyszín             | Borítás     | Partner       | Ellenfelei a döntőben                  | Eredmény a döntőben |
| 1.  | 2007. október 15. | Moszkva, Oroszország | Szőnyeg (f) | Marat Szafin  | Tomáš Cibulec / Lovro Zovko            | 6–4, 6–2            |
| 2.  | 2008. február 24. | Rotterdam, Hollandia | Kemény (f)  | Tomáš Berdych | Philipp Kohlschreiber / Mihail Juzsnij | 7–5, 3–6, 10-7      |

#### Elvesztett döntői (3)
| No. | Dátum                | Helyszín                              | Borítás | Partner        | Ellenfelei a döntőben            | Eredmény a döntőben |
| 1.  | 2004. augusztus 23.  | Washington, Amerikai Egyesült Államok | Kemény  | Travis Parrott | Chris Haggard / Robbie Koenig    | 3(6)-7, 1–6         |
| 2.  | 2005. szeptember 19. | Peking, Kína                          | Kemény  | Mihail Juzsnij | Justin Gimelstob / Nathan Healey | 6–4, 3–6, 2–6       |
| 3.  | 2006. június 26.     | Nottingham, Egyesült Királyság        | Fű      | Igor Kunyicin  | Jonathan Erlich / Andy Ram       | 3–6, 2–6            |